# Čovek bez lica (strip)
Čovek bez lica je 24. epizoda redove edicije serijala Magični Vetar obјavljena u Lunov magnus stripu #1014. Epizoda je premijerno u Srbiji objavljena 11. aprila 2023. Koštala je 270 dinara (2,2 €, 2,3 $). Epizoda je imala 94 strane. Izdavač јe bio Golkonda iz Beograda. Tiraž sveske bio je 3.000 primeraka. COBISS.SR-ID: 65937673, ISSN: 2812-9644.

## Originalna epizoda
Ova epizoda je premijerno objavljena u Italiji kao #24. pod nazivom L'uomo senza volto 1. juna 1999. godine. Nacrtao ju je Paskale Frizenda, a scenario napisao Manfredi Đanfranko. Naslovnu stranu nacrtao je Andrea Venturi.

## Kratak sadržaj
U čikaškom pozorištu igra se komedija u kojoj muž vara ženu. Kada se vrati kući, žena mu, u nameri da mu se osveti, izruči sonu kiselinu u lice. Ispostavlja se, međutim, da je sona kiselina stvarna. Glumac po imenu Dik gubi lice i pokušava da udavi glumicu. Nakon što ostali glumci pokušaju da ga spreče, on beži na krov pozorišta i baca se u reku. Telo nikada nije pronađeno. Nekoliko godina kasnija, bankar po imenu Ferdinand Blast predlaže industrijalcu Hauardu Hoganu sprovođenje u delo varijante socijalnog darvinizma po kome se siromaštvu u svetu smanjuje eliminisanjem siromašnih ljudi. Blast  predlaže da njih dvojica lično ubiju siromašne roditelje i njihovu decu izvuku iz bede. Ferdinanda silno uzbuđuje ovakva avantura. Hauardu treba novac, ali ne želi da se upusti u takvu avanturu. Glumac Dik mu se obraća sa predlogom za pomoć - umesto njega, one će prerušen u Hauarda ići zajedno sa Ferdinandom. Njihovi putevi se tada ukrštaju sa putem Magičnog Vetra i E. A. Poa.

## Prethodno objavljivanje ove epizode
Ova epizoda je već objavljena u #9 kolekcionarskog izdanja Magičnog Vetra u izdanju Golconde 2020. godine.

## Prethodna i naredna epizoda LMS
Prethodna epizoda LMS bila je sveska Nika Rajdera pod nazivom Smrtonosna pesnica (LMS1013), a naredna Natana Nevera pod nazivom Crni monolit (LMS1015).